# Minh Phú, Đông Hưng
Minh Phú là một xã thuộc huyện Đông Hưng, tỉnh Thái Bình, Việt Nam.
Tên của xã được ghép từ tên của hai xã cũ là Minh Châu và Đồng Phú.

## Địa lý
Xã Minh Phú nằm ở phía tây nam huyện Đông Hưng và phía nam quốc lộ 39B, có vị trí địa lý:
- Phía đông giáp xã Phú Châu và xã Trọng Quan
- Phía tây giáp xã Liên Hoa
- Phía bắc giáp xã Chương Dương và xã Hợp Tiến.

Xã Minh Phú có diện tích 7,13 km², dân số năm 2019 là 7.440 người, mật độ dân số đạt 1.058 người/km².

## Lịch sử
Địa bàn xã Minh Phú hiện nay trước đây vốn là hai xã Minh Châu và Đồng Phú thuộc huyện Đông Hưng.
Trước khi sáp nhập, xã Đồng Phú có diện tích 4,00 km², dân số là 4.325 người, mật độ dân số đạt 1.081 người/km², có 3 thôn: Phú Vinh, Đồng Cống, Cao Phú. Xã Minh Châu có diện tích 3,13 km², dân số là 3.215 người, mật độ dân số đạt 1.027 người/km², có 5 thôn: Thọ TIến, Thọ Sơn, Thọ Trung, Thọ Hưng, Thọ Nam.
Ngày 11 tháng 2 năm 2020, Ủy ban Thường vụ Quốc hội ban hành Nghị quyết số 892/NQ-UBTVQH14 về việc sắp xếp các đơn vị hành chính cấp xã thuộc tỉnh Thái Bình (nghị quyết có hiệu lực từ ngày 1 tháng 3 năm 2020). Theo đó, sáp nhập toàn bộ diện tích và dân số của hai xã Minh Châu và Đồng Phú thành xã Minh Phú.